# Rhadinodontops townesi
Rhadinodontops townesi är en stekelart som beskrevs av Heinrich 1968. Rhadinodontops townesi ingår i släktet Rhadinodontops och familjen brokparasitsteklar. Utöver nominatformen finns också underarten R. t. natalensis.